# Relações entre República do Congo e República Democrática do Congo

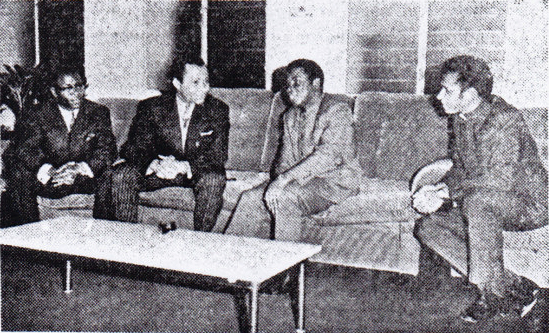
Oficiais de ambos os países reunidos em 1970.

As relações entre a República do Congo e a República Democrática do Congo ou relações entre Brazavile e Quinxassa referem-se às relações bilaterais entre a República do Congo (Brazavile) e a República Democrática do Congo (Quinxassa). As relações entre os dois países foram cordiais durante a maior parte do governo de Mobutu Sese Seko, porém declinariam até o final de seu regime.  Quinxassa ficou desconfiada com o seu vizinho e alegou que Brazavile é muito aberta a abrigar dissidentes políticos e rebeldes anti-Quinxassa, enquanto Brazavile afirmou que Quinxassa carece de vontade política para resolver seus próprios problemas internos, acusando Quinxassa de queixar-se sobre questões de segurança relativas à sua fronteira comum, mas não fazer nada para resolver essas questões.  As tensões entre os dois países aumentariam depois que Brazavile se recusou a extraditar o general Faustin Munene e o Sr. Udjani, que se refugiaram no Congo-Brazavile e estiveram ligados à tentativa de golpe de Estado na República Democrática do Congo em 2011 contra o presidente do Congo-Quinxassa, Joseph Kabila. 